# 饶氏原指树蛙
饶氏原指树蛙（学名：Kurixalus raoi）一种于中国贵州省黔西南州清水河自然保护区发现的一种两栖动物，隶属于树蛙科原指树蛙属。种加词取自中科院昆明动物所饶定齐副研究员的姓氏，以感谢其对两栖动物研究的支持。

## 形态特征
饶氏原指树蛙体型小，雄蛙体长28.2～32.2毫米，雌蛙体长38.6毫米左右。身体背面皮肤较粗糙，呈灰褐色，有一深褐色马鞍型斑；两眼间有一倒三角型深色斑；体侧灰褐色，夹有浅黄色斑；四肢背面灰褐色，有深褐色条形斑；胸腹部白色，带有浅褐色斑块；咽部有黑色云状斑。